# Mufasa : Le Roi lion
Série
Le Roi lion
(2019)
Pour plus de détails, voir Fiche technique et Distribution.
Mufasa : Le Roi lion (Mufasa: The Lion King) est un film américain réalisé par Barry Jenkins et sorti en 2024. Il s'agit d'une antésuite au film Le Roi lion (2019), lui-même remake photoréaliste du film d'animation du même nom sorti en 1994.
Le film commence alors que Rafiki raconte à Kiara — fille de Nala et Simba — l'histoire de son grand-père Mufasa, de son grand-oncle Scar (connu à l'époque sous le nom de Taka) et notamment l'ascension de ce premier sur la Terre des Lions. Timon et Pumbaa ajoutent quelques commentaires au récit.

## Synopsis
Quelque temps après les événements du premier film, Simba et Nala ont une fille nommée Kiara. Nala, enceinte, qui est dans une oasis pendant sa grossesse, demande à Simba de la rejoindre pour la mise à bas. Simba demande alors à Timon et Pumbaa de veiller sur Kiara. Alors que Timon et Pumbaa affirment à Kiara qu'ils ont tous les deux « tué Scar », Rafiki les rejoint et décide de raconter à Kiara l'histoire de son grand-père, Mufasa.    
Des années auparavant, Mufasa vit dans un endroit désert avec ses parents, Masego et Afia, qui ont comme objectif d'aller vivre à Milele (« éternel » ou « éternité » en swahili). Mais une inondation emporte Mufasa loin de chez lui et de ses parents. Il se retrouve dans une rivière infestée de crocodiles. Là, il rencontre Taka qui l'aide à se sauver. Eshe, la mère de Taka, intervient et rugit pour faire fuir les jeunes crocodiles. Taka demande à Eshe que Mufasa les rejoigne. Sur l'insistance de son fils, elle finit par accepter. Obasi, père fainéant et prétentieux de Taka, refuse que Mufasa vive avec eux et propose de le manger. Une course entre Mufasa et Taka a alors lieu pour déterminer le sort de Mufasa : il se fera dévorer par Obasi en cas de défaite ou bien Mufasa pourra rester avec eux en cas de victoire. Alors que Mufasa prend l'avantage dans la course, il finit par s'affaiblir mais Taka concède sa défaite pour que Mufasa reste, au grand dam d'Obasi. 
Les années passent, Taka et Mufasa ont une relation fraternelle. Alors que Eshe apprend à Mufasa comment chasser, deux lions blancs se jettent sur eux et les attaquent. Mufasa tue l'un d'eux. Taka assiste à la scène, mais ce dernier se cache par peur, ce qui provoque la colère d'Obasi. Le lion blanc survivant, Azibo, annonce à Kiros, le chef de la troupe des lions blancs, que Mufasa a tué le fils de ce dernier, Shaju. Kiros et ses sœurs, Amara et Akua, promettent de se venger. Pour punir Azibo de s'être enfui en abandonnant son fils, Kiros laisse Amara, Akua et les autres lionnes blanches le dévorer. Chigaru, frère d'Obasi et oncle de Taka, qui a suivi la piste des lions blancs, assiste à la scène et retourne prévenir les siens que les ennemis sont deux fois plus grands et nombreux qu'eux. Eshe demande à Mufasa de partir pour Milele, loin de leurs terres, avec Taka. Cette dernière dit même à Mufasa que sa mère est encore en vie et qu'il va la retrouver là-bas. La troupe de Kiros arrive sur les terres d'Obasi et le tuent lui, Eshe et tout son clan avant de poursuivre Mufasa et Taka. Les deux jeunes lions leur échappent de justesse en sautant dans une rivière alors qu'une des lionnes blanches qui les avait suivi se fait dévorer par des crocodiles.  
Par la suite, ils rencontrent une lionne errante nommé Sarabi, qui a aussi perdu son clan à cause des lions blancs, son ami Zazu, un calao, et Rafiki, un singe, exilé dans sa jeunesse par ses congénères. Rafiki leur dit qu'il est en route pour Milele pour trouver une nouvelle maison qui l'attend, ainsi que son frère. Le groupe hétéroclite se met en route malgré les réticences de Taka et Sarabi. Durant le voyage, Taka tombe amoureux de Sarabi et demande conseil à Mufasa pour l'aborder. Mais au moment où ce dernier décide de se lancer, la troupe des lions blancs les retrouvent. Sarabi utilise alors des abeilles pour précipiter un troupeau d'éléphants afin de distraire les lions blancs, mais elle tombe et se blesse. Mufasa parvient à la sauver, mais ce dernier lui dit que c'est Taka qui l'a sauvée.  
En arrivant dans les montagnes enneigés, Mufasa demande à Zazu de cacher leurs traces afin que Kiros et sa troupe ne les retrouvent pas. La nuit tombée, Sarabi découvre que c’est Mufasa qui l’a sauvé, mais Mufasa nie tout d'abord ces suppositions puis finit par avouer. Les deux lions commencent à tomber amoureux. Taka, observant cela de loin, se sent trahi, pensant que Mufasa lui ait volé son amour et aveuglé par la colère et la jalousie, va voir Kiros et décide de dévoiler le plan de ses amis pour se venger. Le lendemain, le groupe arrive à Milele, et Taka laisse discrètement des traces pour que la troupe des lions blancs les suivent. Mufasa dit à Rafiki qu'il est désolé que ce dernier n'ait pas retrouvé son frère, mais Rafiki lui avoue que c'est lui qui est en réalité son frère qui lui apparaissait dans ses visions.  
Kiros et sa troupe passent à l'attaque, et Mufasa apprend par la bouche de Kiros que c'est Taka qui leur a tout dévoilé. Il décide alors de rassembler tous les animaux pour combattre les lions blancs. Kiros et Mufasa s'affrontent et au moment de leur combat, Kiros pousse Mufasa dans une grotte. Taka, ayant réalisé ce qu'il a fait, s'interpose et se fait gravement griffer par Kiros, ce qui lui laisse une cicatrice sur l'œil gauche. Rafiki provoque un effondrement, ce qui entraîne l'inondation de la grotte. Akua et Amara se font tuer alors qu'elles tentent de tuer Sarabi ainsi que les derniers lions vivants sur Milele. Kiros tente de noyer Mufasa mais ce dernier le pousse sous une pierre qui tombe sur lui et le tue. Au moment où Mufasa parvient à remonter à quelques mètres de la surface, épuisé, Taka le récupère et, après avoir hésité à le laisser se noyer, décide de le sauver. 
Les animaux célèbrent leur victoire et font de Mufasa le roi de leur terre, mais ce dernier refuse tout d'abord pensant que vivre en étant égaux est mieux pour tout le monde. Il finit par accepter ce nouveau rôle après que Rafiki ait réussit à le convaincre. Mufasa finit par retrouver Afia, qui lui dit que Masego est mort pendant l’inondation. Il pardonne également à Taka, malgré sa trahison, mais refuse de prononcer ni même entendre son prénom. Alors Taka décide de se renommer Scar pour qu'il n'oublie jamais ce qu'il a fait avant d'aller autre part. Mufasa monte ensuite dans le rocher de la Terre des Lions, formé par l'effondrement durant la bataille, et pousse un fort rugissement.      
De retour dans le présent, Kiara souhaite rencontrer son grand-père, alors Rafiki lui avoue que Mufasa vit en elle. Elle monte sur le rocher de la terre des lions et pousse un fort rugissement, voyant l'esprit de Mufasa dans le ciel. Simba et Nala reviennent ensuite pour présenter à Kiara son petit frère, Kion.

## Fiche technique
- Titre original : Mufasa: The Lion King
- Titre français et québécois : Mufasa : Le Roi lion
- Réalisation : Barry Jenkins
- Scénario : Jeff Nathanson
- Photographie : James Laxton
- Montage : Joi McMillon
- Musique : Hans Zimmer, Dave Metzger, Nicholas Britell et Pharrell Williams
- Production : Mark Ceryak et Adele Romanski
  - Déléguée : Peter M. Tobyansen
- Sociétés de production : Walt Disney Pictures et Pastel Productions
- Société de distribution : Walt Disney Studios Motion Pictures
- Budget : 200 000 000 $
- Pays de production :  États-Unis
- Langue originale : anglais
- Format : couleur - 1,85:1
- Genre : aventure, drame musical
- Durée : 118 minutes
- Dates de sortie[2] :
  - France : 18 décembre 2024
  - États-Unis : 20 décembre 2024

## Distribution

### Voix originales
- Aaron Pierre : Mufasa
- Kelvin Harrison Jr. : Taka / Scar
- Seth Rogen : Pumbaa
- Billy Eichner : Timon
- John Kani : Rafiki
- Blue Ivy Carter : Kiara
- Donald Glover : Simba
- Mads Mikkelsen : Kiros
- Thandiwe Newton : Eshe
- Lennie James : Obasi
- Tiffany Boone : Sarabi
- Beyoncé Knowles Carter : Nala
- Keith David : Masego
- Anika Noni Rose : Afia
- Folake Olowofoyeku : Amara
- Thuso Mbedu : Junia

### Voix françaises
- Tahar Rahim : Mufasa
  - Timéo Beasse : Mufasa enfant (voix et chant)
- Gwendal Marimoutou : Taka / Scar
  - Sacha Tomassian : Taka enfant (voix et chant)
- Jamel Debbouze : Timon
- Alban Ivanov : Pumbaa
- Daniel Kamwa : Rafiki
  - Jean-Michel Vaubien : Rafiki jeune
- Rayane Bensetti : Simba
- Daniel Njo Lobé : Kiros
- Anne Sila : Nala
- Aurélie Konaté : Sarabi
- Loïse Charpentier : Kiara
- Alexis Tomassian : Zazu jeune
- Grégory Lerigab : Masego
- Annie Milon : Eshe
- Jean-Paul Pitolin : Obasi
- Léovanie Raud : Afia
- Sabrina Marchese : Amara
- Barbara Beretta : Akua
- Myrtille Bakouche : Junia
- Frantz Confiac : Chigaru
- Christophe Seugnet : Inaki
- Julien Mior : Azibo
- Aude Saintier : Sarafina
- Mory Sacko
- Caroline Maillard, Damon Berry, Hervé Rey, Fanny Bloc, Pierre Margot, Benjamin Penamaria, Fanny Fourquez, Florine Maréchal : voix additionnelles
- Stéphanie Mériaux, Magali Bonfils, Tess Hedreville, Keh May, Falone Tayoung Ita Ngando, Olivier Constantin, Jean-Michel Vaubien, Virginie Hombel, Florence François, James Noah, Emmanuel Vincent, Jean-Marc Reyno, Christian Jazzy : chœurs

Version française réalisée par la société de doublage Dubbing Brothers, sous la direction artistique de Laura Préjean, avec une adaptation des dialogues et chansons par Houria Belhadji, sous la direction musicale de Quentin Bachelet.
 Source et légende : version française (VF) sur RS Doublage et selon le carton du doublage français.

### Voix québécoises
- Aliocha Schneider : Simba
- Élisabeth Gauthier Pelletier : Nala
- Tristan Harvey : Pumbaa
- Nicholas Savard L'Herbier : Timon
- Daniel Njo Lobé : Kiros
- Dominique Côté : Masego
- Fayolle Jean : Rafiki
  - Fayolle Jean Jr. : Rafiki jeune
- Romane Denis : Sarabi
- William Cloutier : Zazu
- Patrick Emmanuel Abellard : Mufasa
  - Timéo Beasse : Mufasa enfant
- Lyndz Dantiste : Taka
  - Sacha Tomassian : Taka enfant
- Patrick Chouinard : Obasi
- Véronique Marchand : Afia (voix chantée Geneviève Leclerc[6])
- Florence Blain M'Baye : Amara
- Catherine Hamann : Eshe
- Naïla Louidort : Akua
- Raphaëlle Desjardins-Arvisais : Kiara
- Marie-Evelyne Lessars : Junia
- Philippe Racine : Chigaru
- Manon Leblanc : Sarafina
- Jean-Michel Vaubien, Karine Foviau, Adeline Clément, Isabelle Auvray, Laetitia Coryn, Aude Saintier, Martin Faliu, Laurent Blanpain, Antoine Fleury, Thierry Gondet, Benoit Cauden, Nicolas Van Beveren, Laurianne Lemasson, Edwige Lemoine, Virginie Ranger-Beauregard, Viviane Pacale, Marilou Martineau, Jessica Léveillé-Lemay, Adrien Lacroix, Maxime-Olivier Potvin, Gardy Fury, Maxime Allard, Lucien Bergeron : voix additionnelles
- Alain Couture, Marie-Christine Depestre, Gardy Fury, Julie Leblanc, Catherine Léveillé, Vincent Morel, José Paradis, Vincent Potel, Dominique Primeau, Stéphanie Mériaux, Magali Bonfils, Tess Hedreville, Keh May, Falone Tayoung Ita Ngando, Olivier Constantin, Jean-Michel Vaubien, Virginie Hombel, Florence François, James Noah, Emmanuel Vincent, Jean-Marc Reyno, Christian Jazzy : chœurs

Version québécoise réalisée par la société de doublage Difuze en collaboration avec Dubbing Brothers, sous la direction artistique de Natalie Hamel-Roy et Laura Préjean, avec une adaptation des dialogues et chansons par Houria Belhadji, sous la direction musicale de Manuel Tadros, Daniel Scott, Mark Giannetti, Josée Destrempes (chœurs), associés à Quentin Bachelet (France).
 Source et légende : version québécoise (VQ) sur Doublage.qc.ca et selon le carton du doublage québécois cinématographique.

## Production

### Genèse et développement
En septembre 2020, il est annoncé qu'un nouveau projet lié au remake photoréaliste du Roi lion (1994) est en développement, avec Barry Jenkins comme réalisateur. Des articles annoncent que le film pourrait être centré sur les jeunes années de Mufasa mais également avec des éléments se déroulant après le film de 2019, avec une structure narrative similaire à celle du Parrain, 2e partie (1974). Il est par ailleurs précisé que le film ne sera pas un remake du film d'animation Le Roi lion 2 (1998). Déjà à l’œuvre sur le premier film, Jeff Nathanson revient à l'écriture du scénario dont il livre rapidement une première ébauche,.
Le titre du film, Mufasa: The Lion King, est officiellement révélé lors de la D23 Expo 2022. En décembre 2023, il est annoncé que l'intrigue du film impliquera Rafiki racontant l'histoire de Mufasa à sa petite-fille, Kiara, marquant la première apparition du personnage à l'écran dans un long métrage d'animation depuis Le Roi lion 2.

### Attribution des rôles
En août 2021, Aaron Pierre et Kelvin Harrison Jr. sont annoncés pour prêter leur voix à Mufasa et Scar. En septembre 2022, il est annoncé que Seth Rogen, Billy Eichner et John Kani reprendront leurs rôles respectifs du premier film : Pumbaa, Timon et Rafiki,.

### Effets visuels
Lors de la D23 Expo de septembre 2022, les premières images du film sont diffusées révélant ainsi que la production était en cours,,. Déjà présent sur le premier opus, Moving Picture Company revient pour les effets spéciaux du film. En juillet 2023, la production est freinée par la grève SAG-AFTRA 2023.

## Critique
Sur le site agrégateur de critiques Rotten Tomatoes, il obtient un score de 57 % de critiques positives, avec une note moyenne de 6,0/10 sur la base de 202 critiques.